# Peter Jost (Journalist)
Peter Jost (* 1974) ist ein Schweizer Journalist. Seit 2024 ist er Chefredaktor der Schweizer Familie. Von 2014 bis 2018 war er Chefredaktor der Berner Zeitung.

## Leben
Peter Jost absolvierte eine Banklehre bei der Schweizerischen Bankgesellschaft und stieg 1999 beim Thuner Tagblatt in den Journalismus ein. 2004 wurde er stellvertretender Sportchef bei der Berner Zeitung, ehe er 2006 in die Wirtschaftsredaktion wechselte. 2009 gewann er zusammen mit Niklaus Bernhard, Felix Maurhofer, Jon Mettler und Stefan Schnyder den Bedag-Medienpreis Eugen. 2009 wurde er stellvertretender Chefredaktor der Berner Zeitung. Am 26. August 2013 gab Tamedia bekannt, dass Peter Jost per 1. Januar 2014 die Chefredaktion der Berner Zeitung von Michael Hug übernehmen wird. Anfang 2019 wurde er von Simon Bärtschi abgelöst. Am 21. November 2023 gab die TX Group bekannt, dass Peter Jost per 1. Juli 2024 die Chefredaktion der Schweizer Familie übernehmen wird.
Peter Jost lebt mit seiner Frau und vier Kindern in Thun.